# Pendarus nudus
Pendarus nudus är en insektsart som beskrevs av Ball 1911. Pendarus nudus ingår i släktet Pendarus och familjen dvärgstritar. Inga underarter finns listade i Catalogue of Life.